# Lisa Eichhorn
Lisa Eichhorn (Glens Falls, Nueva York; 4 de febrero de 1952) es una actriz y escritora estadounidense.

## Primeros años
Lisa Eichhorn es  hija de Frank Eichhorn, ejecutivo de relaciones públicas, y Dorothy (apellido de soltera, Romero) Eichhorn. En 1958 se trasladó a Reading, Pensilvania, donde terminó el gimnasio en 1970. Fue convencida por Alan Rickman a estudiar actuación en la Royal Academy of Dramatic Art de Londres en Gran Bretaña.

## Carrera
Como actriz, Eichhorn hizo su debut en una producción de teatro de televisión de la BBC en 1979 en el Reino Unido. En el mismo año, coprotagonizó el drama romántico The Europeans (1979), dirigido por James Ivory, junto a Lee Remick, y coprotagonizó el drama bélico Yankis (1979), dirigido por John Schlesinger, junto a Richard Gere. A esto le siguió en 1980 una nominación al premio BAFTA por The Europeans y dos nominaciones al Globo de Oro por Yanks. Los dos dramas de la época le ganaron la reputación de ser una de las jóvenes actrices más prometedoras de su tiempo. También recibió otra nominación en 1982 por el papel que interpretó en el drama de la Guerra de Vietnam Cutter's Way (1981) por parte de la National Society of Film Critics. 
En las décadas que siguieron, Eichhorn no pudo continuar con el éxito de sus dos primeros papeles cinematográficos, a pesar de las apariciones en 70 producciones cinematográficas y televisivas hasta la fecha, entre ellas también en las películas Moon 44 (1990) de Roland Emmerich, The Vanishing (1993) de George Sluizer y About Time (2013) de Richard Curtis. 
En 1992 Eichhorn se volvió profesora de actuación. En 2007 coescribió el guion de la producción lituana a gran escala Defenders of Riga, que trataba sobre la lucha por la independencia de Lituania (1918-1920) y que ella coprodujo. La película fue la primera entrada oficial de Lituania en los Premios de la Academia. Además fue la película lituana con más éxito de todos los tiempos.

## Vida privada
Lisa Eichhorn estuvo casada dos veces y se divorció de ambos esposos. Los esposos fueron John Curless y Ben Nye III. Con su segundo marido tuvo una hija llamada Emily Nye, que nació el 24 de septiembre de 1981. 
Ahora Eichhorn está casada por tercera vez con el abogado Bill Moxon, especializado en derecho cinematográfico, un matrimonio que todavía dura. Todavía vive en Inglaterra.

## Filmografía (Selección)

### Películas
| Año  | Título                  | Personaje        | Notas     |
| ---- | ----------------------- | ---------------- | --------- |
| 1979 | The Europeans           | Gertrude         |           |
| 1979 | Yankis                  | Jean Moreton     |           |
| 1981 | Cutter's Way            | Maureen Cutter   |           |
| 1982 | El muro                 | Rachel Apt       | Telefilme |
| 1984 | Wild Rose               | June Lorich      |           |
| 1986 | Justicia ciega          | Carolyn Shetland | Telefilme |
| 1989 | Moon 44                 | Terry Morgan     |           |
| 1993 | The Vanishing           | Diane Shaver     |           |
| 1995 | A Modern Affair         | Grace Rhodes     |           |
| 1996 | El hijo del presidente  | Linda Davenport  |           |
| 1998 | El beso de Judas        | Mary Ellen Floyd |           |
| 1999 | The Talented Mr. Ripley | Emily Greenleaf  |           |
| 2013 | About Time              | Jean             |           |